# Положаї

Пам'ятник воїнам-односельцям, які загинули в роки Другої світової війни, село Положаї, біля будинку культури

Положаї́ — село в Україні, у Бориспільському районі Київської області. Населення становить 325 осіб. Входить до складу Ташанської сільської громади.

## Історія
З 1779 року до жовтневого перевороту 1917 мала церкву Пресвятої Трійці
Є на мапі 1826-1840 років
1910 - село Ташанської волості Переяславського повіту Полтавської губернії, 145 господарств, 942 особи обох статей з найманими робітниками.
В 1930 р. в с. Положаї проживало 1191 осіб. Під час Голодомору загинуло 300 осіб. Записи з книги реєстрації актів про смерть в селі Положаї за 1932 і 1933 роки свідчать: за січень-жовтень 1932 року в селі померло 30 жителів, у 1933 році за цей же час — 194, тобто смертність зросла більш як у 6 разів. Це й була кінцева мета запланованого штучного голоду: викосити людей так, щоб аж у генах залишились покора і рабський переляк перед тоталітарною російською владою.
2 листопада 2014 року митрополит Переяслав-Хмельницький і Білоцерківський Епіфаній в Положаях звершив освячення новозбудованого храму на честь Казанської ікони Божої Матері.

## Відомі особи
- У селі народився Пономаренко Олександр Миколайович — академік НАНУ
- Харченко Юрій Григорович (03.02.1988 - 10.09.2014), молодший сержант 72 ОМБр, учасник російсько-української війни